# Гросгёршен
Гросгёршен (нем. Großgörschen) — деревня в Германии, в земле Саксония-Анхальт. Входит в состав города Лютцен района Вайсенфельс.
Население составляет 851 человек (на 31 декабря 2006 года). Занимает площадь 15,00 км². 
Ранее в районе Гросгёршена располагались два славянских поселения, датированные приблизительно 600 годом. Первое письменное упоминание населённого пункта Гросгёршен относится к 1277 году.
До 31 декабря 2009 года Гросгёршен имел статус общины (коммуны), подразделявшейся на 3 сельских округа. 1 января 2010 года вместе с рядом других населённых пунктов община Гросгёршен вошла в состав города Лютцен.